# Apolitism
Apolitismul este indiferența și/sau antipatia față de toate afilierile politice. Este o atitudine indiferentă față de viața și activitatea politică. Se poate referi și la situațiile în care persoanele iau o poziție imparțială în ceea ce privește aspectele politice. Dicționarul Collins definește apolitic ca "neutru din punct de vedere politic, fără atitudini politice, conținut sau preferințe". 

## Critici
Apolitismul ca ideologie este criticat pentru pretenția sa că este posibil să rămâi imparțial. Mulți teoreticieni progresiști argumentează că prin ignorarea naturii politice a vieții de fiecare zi, persoanele „neutre” aleg să ignore regimurile și practicile opresive, ceea ce  se dovedește ca o acceptare și aprobare pasivă a acestora.